# 7639 Офут
7639 Офут (7639 Offutt) — астероїд головного поясу, відкритий 21 лютого 1985 року.
Тіссеранів параметр щодо Юпітера — 3,171.